# Eric Cornell
Eric Allin Cornell (19 décembre 1961) est un physicien américain qui, avec Carl Wieman, réussit à synthétiser le premier condensat de Bose-Einstein en 1995. Pour leurs efforts, Cornell, Wieman et Wolfgang Ketterle partagèrent le prix Nobel de physique en 2001.

## Biographie
Cornell est né à Palo Alto en Californie et fut un élève remarqué de l'école Cambridge Rindge and Latin (en) (1976-1979) et de la Lowell High School (en) à San Francisco (1979-1980). Il obtint son B.S. de physique à l'université Stanford en 1985 et son doctorat de physique au Massachusetts Institute of Technology en 1990.
Il a reçu la médaille Lorentz en 1998. Il est colauréat avec Carl Wieman et Wolfgang Ketterle du prix Nobel de physique de 2001 « pour avoir réussi à créer une condensation de Bose-Einstein dans des gaz dilués d'atomes alcalins, et pour les premières études fondamentales des propriétés des condensats ».
En octobre 2004, son bras et son épaule gauche furent amputés afin de tenter d'enrayer l'extension de la fasciite nécrosante (parfois dénommée « la maladie mangeuse de chair »). Il sortit de l'hôpital mi-décembre, ayant surmonté l'infection, et recommença à travailler à temps partiel en avril 2005.  En 2010, il est professeur à l'université du Colorado et physicien au NIST.